# Муссолини, Эдда
Эдда Муссолини (итал. Edda Mussolini; в замужестве Чиано (итал. Ciano); 1 сентября 1910, Форли, Италия — 9 апреля 1995, Рим, Италия) — старшая дочь итальянского диктатора Бенито Муссолини. Её мужем был Галеаццо Чиано, министр иностранных дел в правительстве Муссолини.

## Биография
Родилась вне брака у Бенито Муссолини и Ракеле Гуиди в городе Форли на севере Италии. Её родители поженились только через пять лет после её рождения.
В 1922 году её отец стал премьер-министром Италии, а в 1925 году Эдда со своей матерью и братом переехала в Карпенью, а четыре года спустя в Рим, чтобы жить с отцом. В детстве отличалась упрямым и независимым характером.
24 апреля 1930 года она вышла замуж за Галеаццо Чиано, одного из сторонников Муссолини перед походом на Рим, и стала графиней Эддой Чиано. Когда её муж был назначен консулом в Шанхае, она жила вместе с ним в Китае, где родила сына 1 октября 1931 года. В июле 1939 года она появилась на обложке журнала Time, статья о ней в котором называлась «Леди Оси». По одной из версий в честь Эдды Муссолини Эддой в 1938 году назвал свою дочь Герман Геринг.

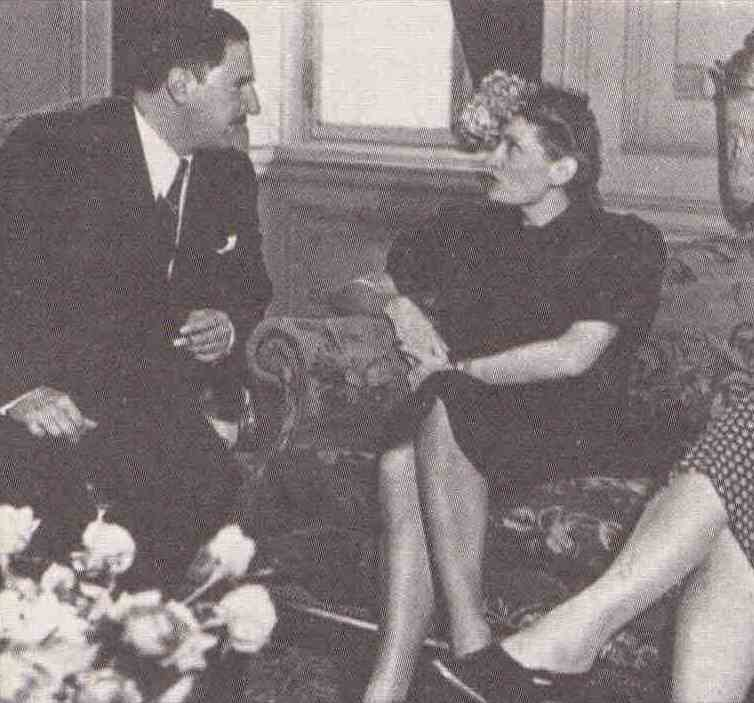
Эдда Муссолини (в чёрном в центре) во время поездки в Китай

## Вторая мировая война
В период 1941—1943 годов была сестрой милосердия в Красном кресте.
После целого ряда тяжелых поражений итальянских вооруженных сил и высадки союзников на территории самой Италии внутренняя оппозиция во главе с бывшим министром иностранных дел Дино Гранди решила свергнуть Муссолини. К ней присоединился муж Эдды Галеаццо Чиано, который 25 июля 1943 года на заседании Большого фашистского совета, требовавшего сместить Муссолини, проголосовал вместе с большинством против своего тестя. Однако, когда Муссолини был освобожден из заключения немцами и основал в северной Италии марионеточную республику Сало, Чиано присоединился к нему. Эдда пытались использовать своё влияние и искать убежища в чужой стране, но друзья Чиано в Ватикане (в котором он был послом, когда лишился поста министра иностранных дел) отказались ему помочь. Наконец, он бежал в Германию, но немцы арестовали его и выдали властям Итальянской социальной республики в городе Верона.
Враги Чиано в фашистской партии добились суда над ним, обвинив его в предательстве фашистского дела. Его голос, поданный на решающем заседании Большого фашистского совета против Муссолини, был расценен как серьёзный факт измены, и после публичного судебного разбирательства он признан виновным и приговорён к смертной казни через расстрел. Неясно, не мог или не желал Муссолини защитить своего зятя, но он не предпринял никаких попыток для этого. Эдда, несмотря на все её усилия, также не смогла повлиять на отца. Чиано был расстрелян 11 января 1944 года.

## Жизнь после войны
Эдда после казни её мужа бежала в Швейцарию, переодевшись крестьянкой. При себе у неё были дневники Чиано о войне, и именно она передала их американцам. Дневники раскрывают многие подробности участия итальянского фашистского режима во Второй мировой войне, однако дневник Чиано носит строго политический характер и очень мало сообщает о каких-то событиях в его личной жизни.
После возвращения в Италию из Швейцарии Эдда содержалась под стражей на острове Липари и 20 декабря 1945 года была приговорена к двум годам ссылки на этом острове за пособничество фашизму. Тем не менее, сама она никогда не признавала своей причастности к фашизму и фашистской партии. После войны у неё даже был роман с деятелем коммунистического движения.
Её автобиография La Mia Vita была опубликована в 1975 году. Умерла в Риме в 1995 году.

## Наследие
После итальянского вторжения в Албанию в июне 1939 года город Саранда был переименован в Порто-Эдда в её честь.
Журнал Time сообщал, что дочь Германа Геринга была названа Эддой в честь неё.
О её жизни были сняты некоторые фильмы, в том числе телевизионный фильм с участием Сьюзан Сарандон «Муссолини и я».
В 2011 году итальянскими кинематографистами был снят художественный фильм «Эдда Чиано и коммунист» («Edda Ciano e il comunista»).